# Atlasvallmo
Atlasvallmo (Papaver atlanticum) är en vallmoväxtart som först beskrevs av John Ball, och fick sitt nu gällande namn av Ernest Saint-Charles Cosson. Enligt Catalogue of Life ingår Atlasvallmo i släktet vallmor och familjen vallmoväxter, men enligt Dyntaxa är tillhörigheten istället släktet vallmor och familjen vallmoväxter. Arten förekommer tillfälligt i Sverige, men reproducerar sig inte.

## Underarter
Arten delas in i följande underarter:
- P. a. atlanticum
- P. a. mesatlanticum

## Bildgalleri

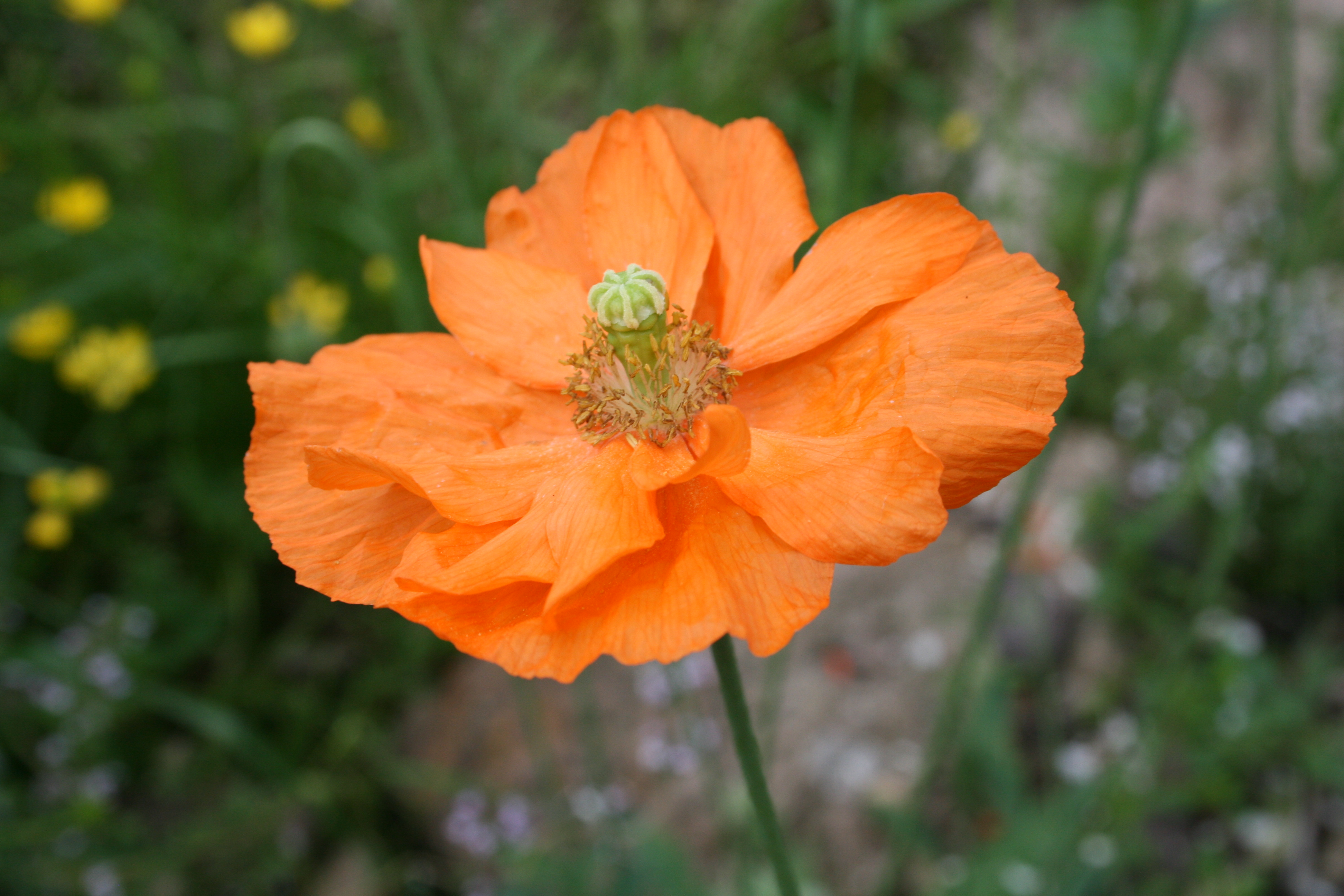
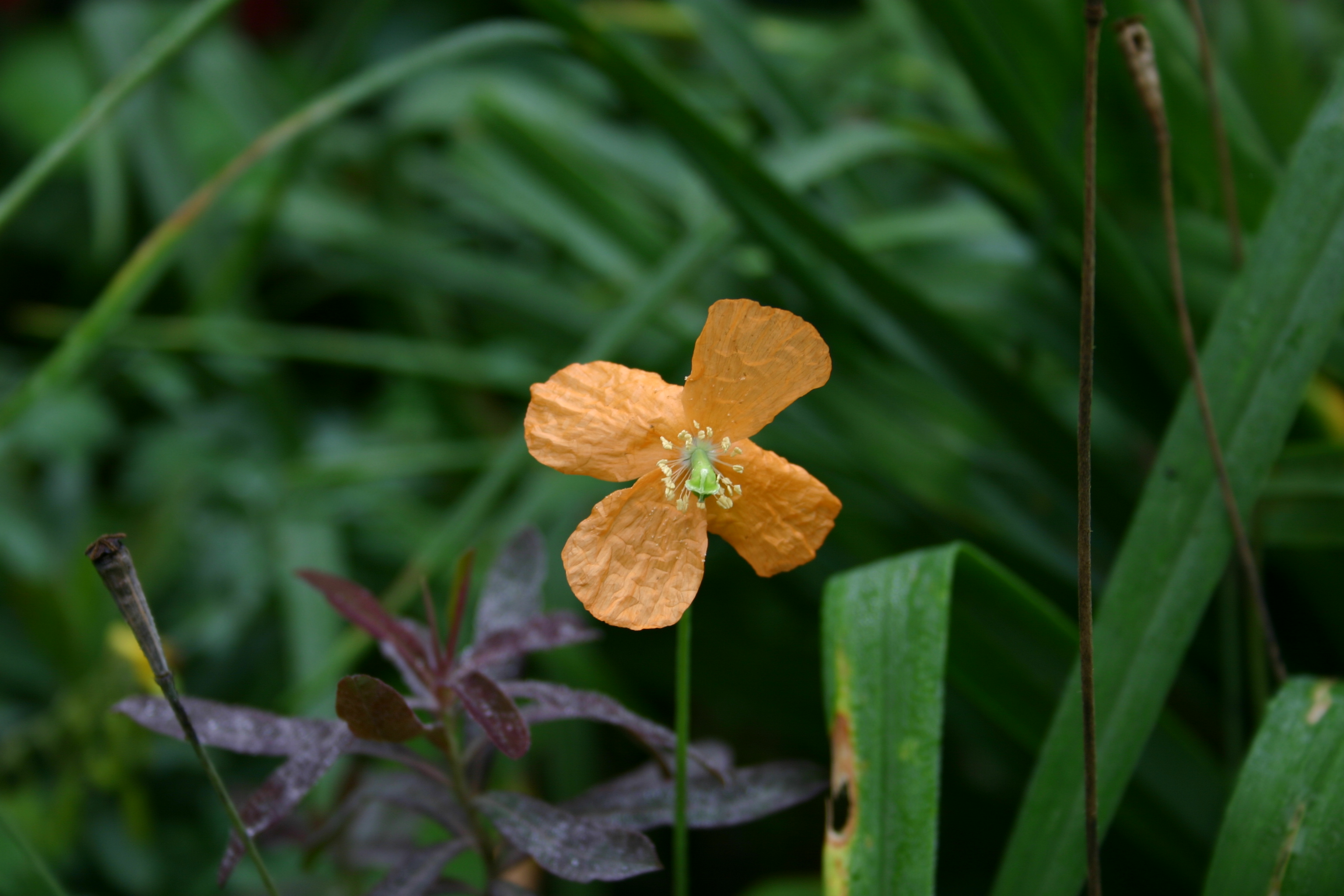
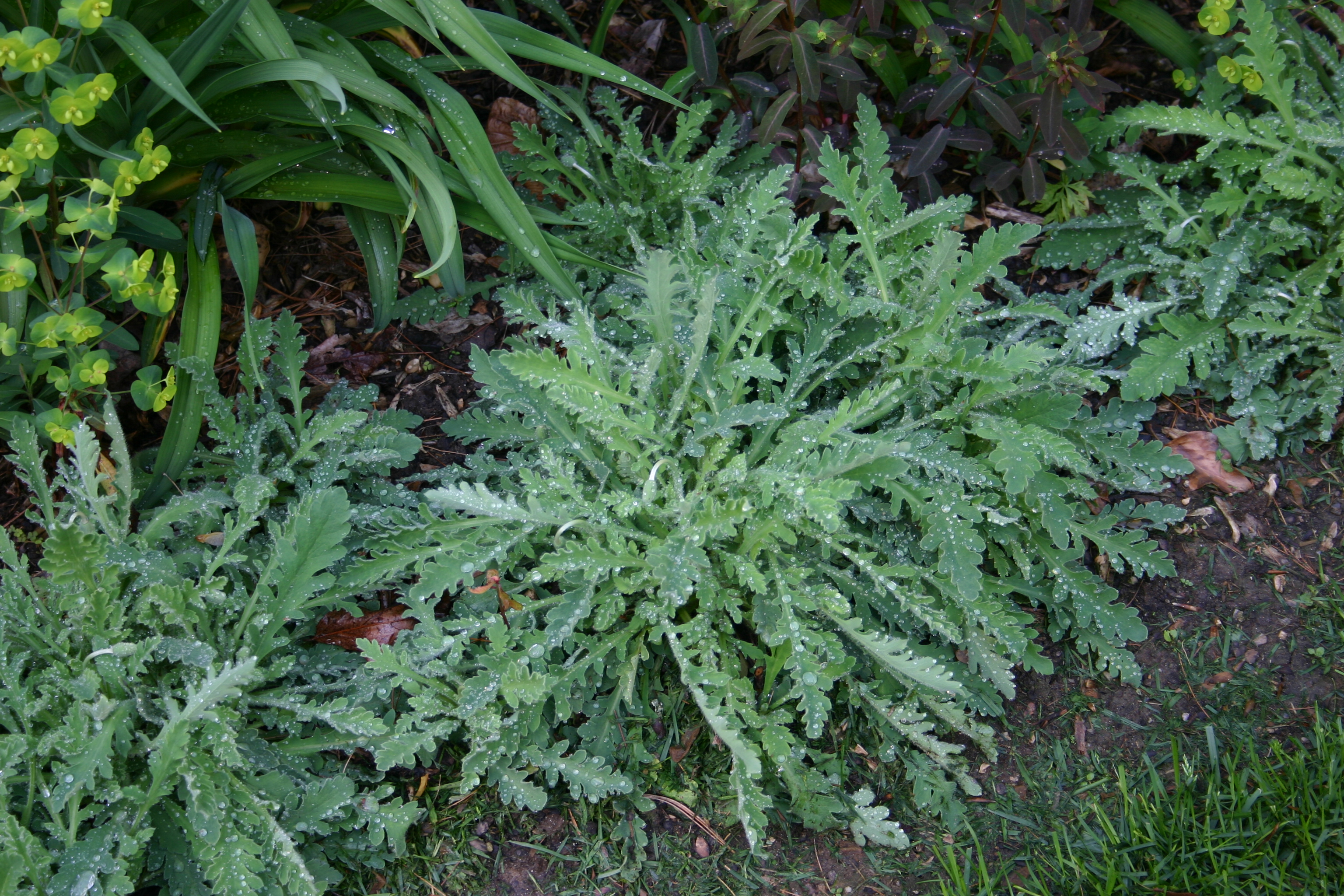
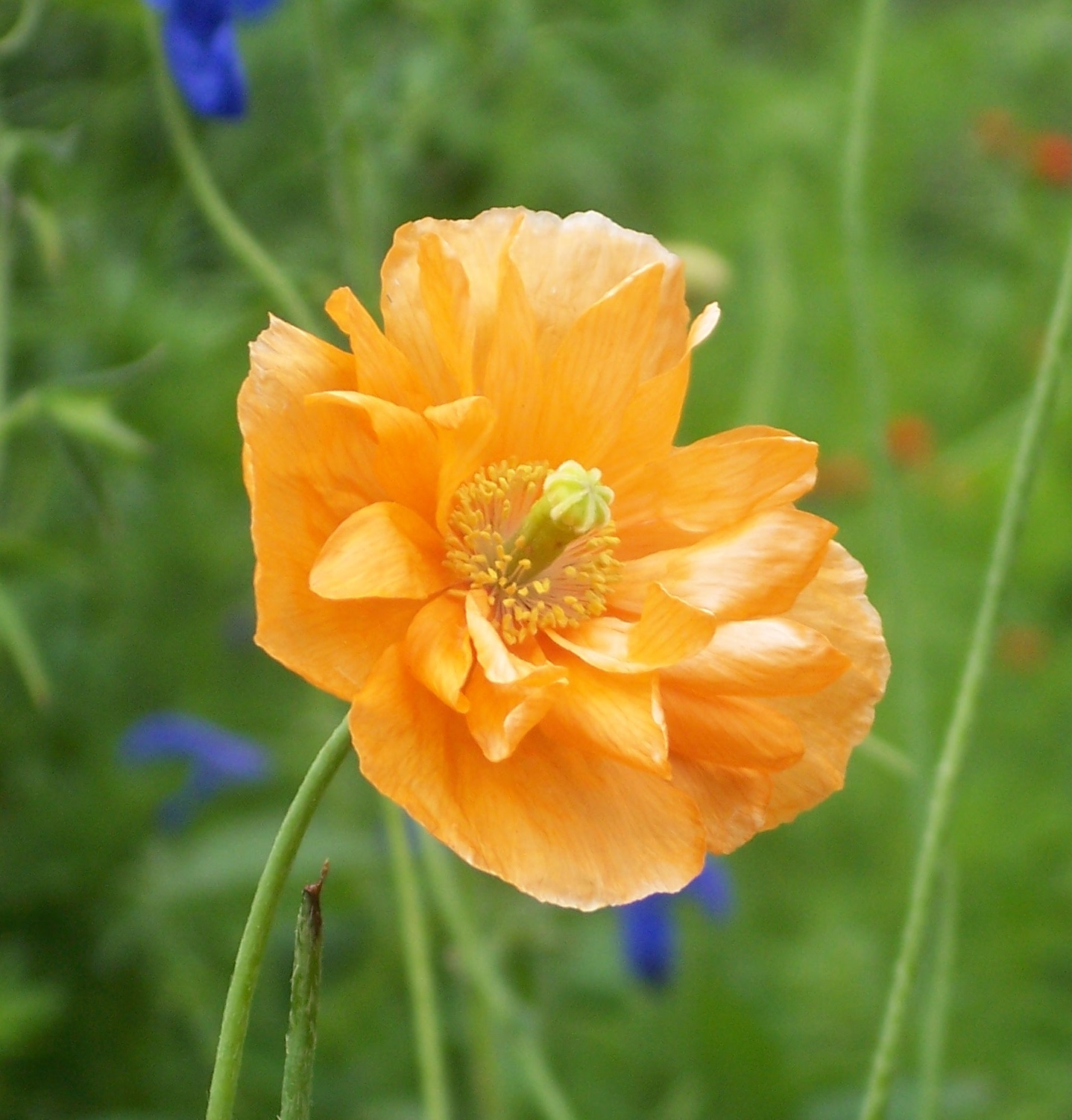